# Рзазаде Мухаммед Мухаггар оглы
1. перенаправление Рзазаде, Мухаммед Мухаггар оглы